# Clause de conscience en droit français
En droit français, la clause de conscience est le droit reconnu à certains professionnels, dans leur statut légal, de pouvoir s'opposer à une décision ou de ne pas accomplir un acte comportant des enjeux éthiques importants.
Les principaux textes de référence concernant la liberté de conscience sont :
- l'article 10 de la Déclaration des droits de l'homme et du citoyen de 1789 : « Nul ne doit être inquiété pour ses opinions, même religieuses, pourvu que leur manifestation ne trouble pas l’ordre public établi par la loi » ;
- le préambule de la Constitution du 27 octobre 1946 : « Nul ne peut être lésé dans son travail ou dans son emploi en raison de ses origines, de ses opinions ou de ses croyances » ;
- la décision 2001-446 DC du 27 juin 2001 du Conseil constitutionnel établissant la liberté de conscience comme l'un des principes fondamentaux reconnus par les lois de la République.

## Professionnels de la santé

### Clauses de conscience générales
a) Médecins : une clause de conscience générale reconnaît à un médecin, en France, le droit de refuser la réalisation d’un acte médical pourtant autorisé par la loi mais qu’il estimerait contraire à ses propres convictions personnelles, professionnelles ou éthiques. L'article R4127-47 du Code de la santé publique (anciennement article 47 du code de déontologie médicale) dispose en effet  :
« Hors le cas d'urgence et celui où il manquerait à ses devoirs d'humanité, un médecin a le droit de refuser ses soins pour des raisons professionnelles ou personnelles. S'il se dégage de sa mission, il doit alors en avertir le patient et transmettre au médecin désigné par celui-ci les informations utiles à la poursuite des soins. »
La clause de conscience ne peut donc pas être invoquée en cas d'urgence vitale. Par ailleurs, le médecin doit s'assurer que sa décision n'est pas en contradiction avec l'article R4127-7 de ce même code, qui interdit toute discrimination dans l'accès à la prévention ou aux soins.
b) Sages-femmes : une clause de conscience générale, similaire à celle des médecins, existe dans le code déontologie des sages-femmes depuis 2004 (article R.4127-328 du code de la santé publique). 
c) Infirmiers : fin 2016, ces professionnels de santé ont également obtenu, dans leur code de déontologie actualisé, le même type de clause (article R.4312-12 du code de la santé publique).
d) Pharmaciens : lors du projet de refonte du code de déontologie de cette profession, en 2015-2016, le Bureau du Conseil National de l’Ordre des Pharmaciens avait proposé une version de clause générale qui a soulevé une importante polémique, et qui a finalement été retirée du code de déontologie définitif.

### Clauses de conscience spécifiques
En droit français, des clauses de conscience particulières existent pour trois types d'actes médicaux qui ont un impact important sur la vie humaine :
a) L'avortement : c'est la clause de conscience la plus connue dans le domaine médical, mentionnée à l'article L2212-8 du code de la santé publique. Elle a été introduite dès la loi Veil de 1975. Elle concerne non seulement les médecins, mais aussi les sages-femmes, les infirmiers ou infirmières, les auxiliaires médicaux. Par contre les pharmaciens ne sont pas concernés, n'étant pas des auxiliaires médicaux au sens du code de la santé publique. La même clause s'applique dans les cas des IMG.
Cette clause de conscience a été mise en cause par le Haut Conseil à l’Égalité entre les femmes et les hommes : dans un rapport de janvier 2017, il suggère de la supprimer au motif qu'elle ferait double emploi avec la clause générale mentionnée dans le code de déontologie des médecins. Pourtant, le droit reconnu à l'article L2212-8 du code de la santé publique, de nature législative, a une force juridique plus élevée que la clause générale, de nature réglementaire, et cette clause spécifique concerne une population plus large, notamment les aides-soignantes.
b) La stérilisation à visée contraceptive : dans ces cas plus rares, une clause de conscience a été introduite dans la loi du 4 juillet 2001, mais elle ne vise que les seuls médecins (Article L2123-1 du code de la santé publique).
c) La recherche sur l'embryon humain : la loi bioéthique du 7 juillet 2011 a introduit une clause de conscience pour les chercheurs, au sens large, qui sont impliqués dans les recherches sur les embryons humains ou les cellules souches embryonnaires (Article L2151-7-1 du code de la santé publique).

### Controverses
Le recours à la clause de conscience dans le cas de l'IVG est controversé, certains[Qui ?] estimant qu'il constitue une entrave à l'accès aux soins.
En septembre 2018, le docteur Bertrand de Rochambeau, président du syndicat national des gynécologues et obstétriciens de France, a créé la polémique lorsqu'il a affirmé faire appel à la clause de conscience car « les gynécologues ne sont pas là pour retirer la vie ». En raison de sa qualité de représentant de la profession, ses propos ont suscité l'indignation du Conseil de l'Ordre des médecins, de la ministre de la Santé Agnès Buzyn et de la secrétaire d'État chargée de l’Égalité entre les femmes et les hommes Marlène Schiappa.
Interrogée par le journal Madmoizelle où elle est consultante en matière de sexualité, le docteur Laura Berlingo s'est dit « profondément choquée » et dénonce « une réelle propagande anti-IVG, qui ferait passer les femmes et les soignants impliqués dans les IVG pour des meurtriers », estimant que le docteur Rochambeau « ne peut pas parler qu’en son nom, il a une responsabilité dans la représentation de notre profession dans l’espace public ».

## Journalistes
La clause de conscience des journalistes leur permet, en cas de changement de la situation juridique de l'employeur, de cessation de la publication ou de modification de la ligne éditoriale de l'organe de presse, de démissionner tout en entraînant l'application du régime juridique du licenciement. Pour faire appliquer la clause de conscience, le journaliste doit cependant apporter la preuve d'une modification très substantielle de la ligne éditoriale de la publication pour laquelle il travaille.
La clause de cession, voisine en droit de la clause de conscience, mais bien distincte, est plus facile à faire appliquer car elle prend en compte le fait que le changement d'actionnaire apporte une présomption forte du changement de ligne éditoriale.
En France, créée par la loi du 29 mars 1935 sur le statut de journaliste professionnel, elle figure à l'article L7112-5 du code du travail et suppose évidemment l'existence d'un contrat de travail, posant la question des pigistes, résolue par une seconde législation favorable aux journalistes, la loi Cressard sur les pigistes, qui en fait des salariés comme les autres.
L'application de la clause de conscience est supervisée par la commission arbitrale, l'une des cinq grandes commissions qui cogèrent la profession, en vertu du paritarisme, des lois spécifiques à la profession. Les quatre autres sont : 
- la Commission paritaire nationale de l'emploi des journalistes ;
- la Commission de la carte d'identité des journalistes professionnels ;
- la Commission paritaire des journalistes rémunérés à la pige ;
- la Commission des droits d'auteur des journalistes.

## Maires
Le Conseil constitutionnel n'a pas accordé la clause de conscience aux maires qui s'opposent au mariage des couples de personnes de même sexe. Le Conseil constitutionnel avait été saisi par le Conseil d'État d'une question prioritaire de constitutionnalité (QPC) relative à la clause de conscience pour les maires célébrant le mariage des couples de personnes de même sexe. Le Conseil constitutionnel n'a pas reconnu de clause de conscience à ces maires car il souhaite faire respecter la loi et assurer la neutralité du service public de l'état civil.